# Baos (La Coruña)
Baos o Santo Tomé de Baos (llamada oficialmente San Tomé dos Vaos) es una parroquia del municipio de Mazaricos, en la provincia de La Coruña, Galicia, España.

## Entidades de población
Entidades de población que forman parte de la parroquia:
- Abeleiras (As Abeleiras)
- Niñán (O Niñán)
- Pazos (Pazos de Vaos)

## Demografía
| Gráfica de evolución demográfica de Baos entre 2000 y 2018 |
|                                                            |
| Población de derecho según el padrón municipal del INE     |